# Conservazione delle specie fungine
I cambiamenti d'uso dei suoli, la frammentazione e la distruzione degli habitat, la scomparsa di ospiti simbionti, l’inquinamento, lo sfruttamento eccessivo delle specie di interesse commerciale, i cambiamenti climatici antropogenici sono tutti fattori che, attualmente, mettono in pericolo la sopravvivenza di gran parte dei micro e macrofunghi.

## Il quadro attuale
Si tratta di un taxon poco appariscente e tradizionalmente trascurato, a dispetto della sua importanza per gli equilibri ecosistemici, che trova protezione legale in pochi paesi ed è scarsamente considerato anche dai principali strumenti di tutela transnazionali (la “Convenzione sul commercio internazionale delle specie minacciate di estinzione” (C.I.T.E.S.) e la “Convenzione sulla diversità biologica” (C.B.D.), a livello mondiale, la “Direttiva habitat” per l'Unione Europea e la "Convenzione per la conservazione della vita selvatica e dei suoi biotopi in Europa" per il continente europeo in generale).
La carenza di conoscenze degli impatti in tali campi, anche nelle nazioni sviluppate, hanno indotto la IUCN, anche a seguito dell'allarme lanciato dalla British Mycological Society, a promuovere un proprio programma di monitoraggio sulle specie fungine in pericolo di estinzione nell'ambito della “Lista rossa globale IUCN delle specie minacciate di estinzione”.
Scopo della redazione di una Lista Rossa IUCN è quello di sensibilizzare il grande pubblico e i decisori politici sull'urgenza delle questioni di conservazione nonché aiutare la comunità internazionale a ridurre il declino e l'estinzione delle specie.
Tra i diversi strumenti proposti nel corso del tempo per la valutazione dello stato di conservazione dei viventi la Lista Rossa è riconosciuta, a livello scientifico, per essere quello con l'approccio più generale, completo e oggettivo. Fa eccezione la Nuova Zelanda il cui Dipartimento per la Conservazione (DOC) utilizza un sistema diverso di valutazione in quanto la Lista Rossa IUCN non teneva conto delle caratteristiche uniche della fauna e della flora neozelandesi. A partire dal 2011 viene valutato lo stato di conservazione di piante, animali e funghi.
Tuttavia i criteri e il tipo di dati richiesti per la redazione della "Lista Rossa", vale a dire dimensione della popolazione, durata della vita degli individui, distribuzione spaziale e dinamica della popolazione non sono specificamente progettati per tale taxon in quanto tali caratteristiche sono poco conosciute o, peggio, ignote per la maggior parte delle specie fungine. In conseguenza di ciò, e per l'ampiezza del Regno, gli ideatori del programma di monitoraggio hanno optato di considerare un numero limitato di specie da utilizzare quali specie indicatrici dello stato generale di conservazione.
All'iniziativa, coordinata dal presidente del Gruppo specialistico sui funghi epigei, funghi a mensola e vescie della IUCN, partecipano i cinque gruppi della Species Survival Commission della stessa IUCN specializzati in micologia:
- Gruppo specialistico su Chitridi, Zigomiceti, peronosporacee e funghi mucillaginosi;
- Gruppo specialistico sui "funghi a coppa", "tartufi" e funghi similari;
- Gruppo specialistico sui Licheni;
- Gruppo specialistico sui funghi epigei, "funghi a mensola" e "vescie";
- Gruppo specialistico su "ruggini" e "carboni";

assieme a componenti della IUCN Red List Unit.
Gli ideatori del progetto di monitoraggio hanno scelto, sin dall'inizio, di basarsi sui principi della citizen science. A tale scopo hanno predisposto una apposita sezione del sito The Global Fungal Red List cui chiunque (accademici, professionisti e semplici appassionati) poteva, e può, inviare, previa registrazione, eventuali segnalazioni di specie fungine in pericolo di estinzione.

## Iniziative nazionali
Il primo passo per l'attuazione di azioni di conservazione è creare una base di conoscenze sull'oggetto, o sugli oggetti, interessati. A tale scopo alcuni paesi hanno redatto Red List nazionali (Svizzera e Norvegia) utilizzando gli stessi criteri della Lista Rossa IUCN ma limitate ai confini della singola nazione, sia cataloghi (checklist) di funghi presenti sul loro territorio (Albania, Germania, Italia, Lituania, Sudafrica, sia cartografie (atlanti) con le distribuzioni spaziali delle singole specie (Albania, Austria, Danimarca, Finlandia, Germania, Lussemburgo, Norvegia, Nuova Zelanda, Polonia, Portogallo, Slovenia, Svizzera, Ucraina, Regno Unito, Isole Britanniche, Australia.